# جبريل جونستون

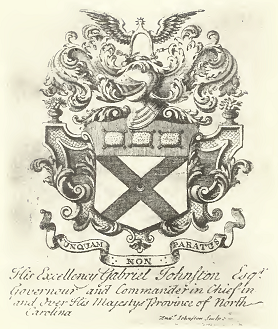
لوحة كتاب غابرييل جونستون

جبريل جونستون (بالإنجليزية: Gabriel Johnston) هو مسؤول أمريكي، ولد في 1699 في اسكتلندا في المملكة المتحدة، وتوفي في 1752 في مقاطعة بيرتي في الولايات المتحدة.